# Castellammare di Stabia
Pour la ville antique, voir Stabies.
Castellammare di Stabia, parfois Stabies en français du nom de la ville antique sur le site duquel elle a été construite, est une ville italienne d'environ 65 300 habitants, située dans la ville métropolitaine de Naples, en Campanie, dans l'Italie méridionale. Elle est célèbre pour ses villas romaines et ses aspects cosmopolites.

## Géographie
La ville est située près de Naples dans la région de Campanie, à proximité du Vésuve. Située en bord de mer, c'est également une station balnéaire, principalement l'été.

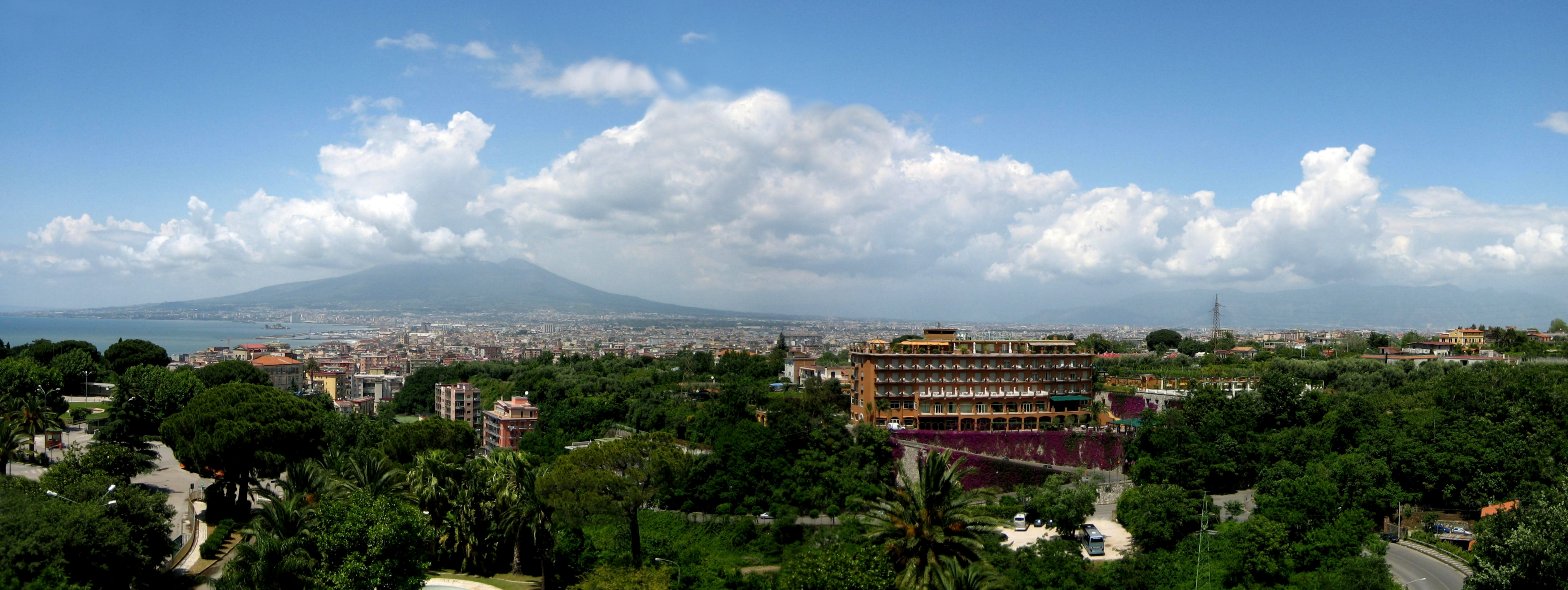
Panorama de Castellammare di Stabia en juin 2007.

## Histoire
La ville fut construite sur le site de Stabies, un lieu de villégiature apprécié des Romains, mais qui a brûlé lors de l'éruption du Vésuve en l'an 79. 3 villas antiques se visitent, la Villa San Marco, la Villa Arianna et la villa d'Oplontis 

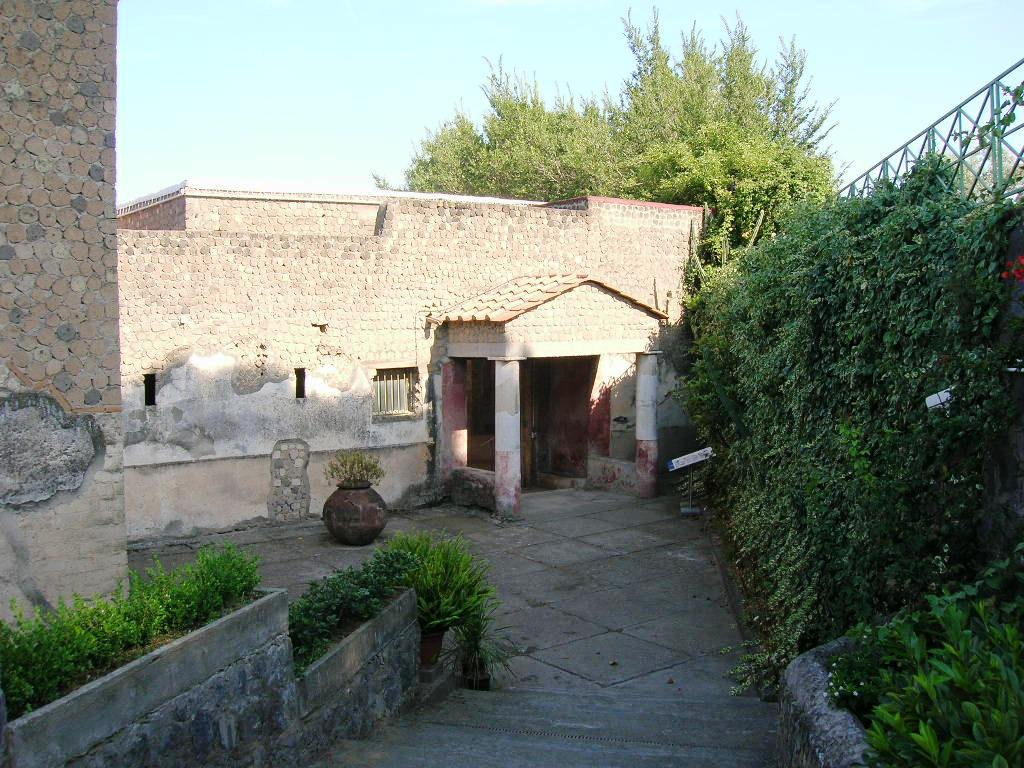
La Villa San Marco.

En 1654, siège de Castellamare durant la guerre franco-espagnole et ou est mortellement blessé le 17 novembre 1654 Jacques de Rougé, marquis du Plessis-Bellière mestre de camp du Régiment de Plessis-Bellière cavalerie.
Le palais de Quisisana, construit en 1310 et reconstruit en 1820, est désormais un hôtel.

## Économie

### Les thermes
Castellammare di Stabia est une destination pour le thermalisme. Connue et considérée la Métropole des eaux grâce à son patrimoine hydrologique composé de 28 types différents d'eaux minérales naturelles utilisées depuis l'époque romaine. Elle constitue un atout pour l'Italie car avec la mer et sa température agréable elle accueille des touristes du monde entier. 
Les caractéristiques chimiques, biologiques et organoleptiques des eaux de Stabia, ainsi que leurs propriétés cliniques, dérivent du haut niveau d'articulation des substrats géologiques qu'elles traversent. Dans cette zone, le substrat de base est calcaire, caractéristique des Monts Lattari et de la vallée du Sarno. Sur ce substrat, l'activité effusive du Vésuve a déposé des matières pyroclastiques de nature et de granulométrie différentes. Pour cette raison, les eaux résultantes peuvent être classées en trois catégories : sulfureuses, bicarbonatées de calcium et moyennement minérales.
- Eaux sulfureuses :
  - Eau Muraglione
  - Eau sulfureuse
  - Eau sulfureuse carbonique
  - Eau sulfureuse ferrugineuse
  - Eau Stabia
- Eaux bicarbonatées calciques :
  - Eau acidulée
  - Eau ferrugineuse
  - Eau magnésique
  - Eau moyenne
  - Eau Pozzillo
  - Eau San Vincenzo
- Eaux minérales moyennes :
  - Eau Acetosella
  - Eau de la Madone
  - Eau San Giacomo
  - Eau rouge
  - Eau ferrugineuse

### Industrie
C'est également un pôle industriel et commercial avec des chantiers de constructions navales fondés en 1783 et toujours en activité, qui employent plus de 1 000 salariés, des usines de papier, ciment, construction ferroviaire et produits alimentaires (Cirio). La bande côtière nord de Castellammare di Stabia et de Torre Annunziata représente l'un des centres industriels les plus importants du sud de l'Italie. 

#### Chantier navalFincantieri
Le chantier naval de Castellammare di Stabia, fondé en 1783, est la plus ancienne industrie italienne, ainsi que le chantier naval le plus ancien d'Italie. Il constitue une activité importante de l'économie de Stabia. Le chantier naval a construit de très nombreux navires de différents types parmi lesquels des navires de guerre et de transport de marchandises ou de passagers. Avec les chantiers d'Ancône et de Palerme, au sein du groupe Fincantieri, il est actuellement spécialisé dans la construction de navires de transport. Parmi les navires les plus importants, on trouve l'Amerigo Vespucci, navire-école de la Marina Militare, le 3 Caio Duilio, le Vittorio Veneto, jusqu'aux plus récents ferries Cruise Roma et Cruise Barcelona, les plus grands de la mer Méditerranée. Il faut également rappeler la construction de la sphère et l'achèvement du bathyscaphe Trieste d'Auguste Piccard.

### Pêche et activité portuaire
La pêche revêt également une importante activité pour l'économie de Stabia, même si l'absence de marché aux poissons ne la rend pas aussi compétitive que les autres activités. La Néanmoins, la culture des moules est très développée, notamment dans les eaux de Pozzano.
 
Le commerce maritime a connu un lent déclin en raison de la concurrence du transport routier. Les principales matières importées sont le blé et le bois, alors qu'autrefois on y ajoutait le fer et le charbon. Les conserves alimentaires, les pâtes et le sel étaient exportés, conditionnés dans les entrepôts généraux, proches du port. Aux activités commerciales normales, il faut ajouter un service régulier de ravitaillement (eau et nourriture) de l'île de Capri.

### Agriculture
L'agriculture est pratiquée principalement dans deux zones de la commune, au nord, vers Pompéi, où le boom de la construction n'a pas eu lieu, sur les hameaux de Pioppaino et Ponte Persica, on cultive principalement des fleurs, vendues au marché aux fleurs et exportées, mais aussi plusieurs produits typiques locaux comme les artichauts Schito, (dont l'Italie est le premier producteur du monde), les pêches et les abricots. Dans la zone vallonnée de Scanzano et Quisisana, on cultive la vigne et les agrumes, tandis que le produit typique par excellence est le poivron. Une fête lui est même dédiée pendant la période estivale. C'est un ingrédient fondamental du plat traditionnel de Stabia, les poivrons à la scanzanaise. Les produits cultivés sont en grande partie vendus sur le marché aux fruits et légumes du centre-ville.

## Infrastrutures et transports

### Accès routiers/autoroutiers
Castellammare di Stabia est desservie par l'autoroute A3 "du Soleil" Naples - Pompei - Salerne, par la sortie Castellammare di Stabia et la route SS.145. On peut rejoindre tous les centres de la péninsule de Sorrente et de la côte amalfitaine.

### Chemin de fer
Castellammare di Stabia fut l'une des premières villes italiennes à être desservie par une ligne ferroviaire. C'est en 1845 que fut ouverte la ligne qui reliait la ville de Stabia à Naples, une extension du premier chemin de fer italien. La ville est traversée par deux lignes ferroviaires, la ligne ferroviaire Torre Annunziata-Gragnano, appartenant aux FS et la ligne ferroviaire Torre Annunziata-Sorrento de la Circumvesuviana. Castellammare di Stabia compte cinq gares actives, une des chemins de fer de l'État FS, les autres de la Circumvesuviana.

### Transports urbains
La ville est desservie par un réseau d'autobus urbains géré par EAV Bus (ex ASM - Azienda Sabiese Mobilità) qui relie le centre-ville aux différents quartiers. D'autres compagnies desservent les liaisons interurbaines et régionales.

### Téléphérique de Faito
Inauguré le 24 août 1952, le téléphérique de Faito relie la ville de Castellammare au Mont Faito, une destination de vacances et de loisirs, surtout en période estivale. Le téléphérique met 8 minutes pour parcourir l'intégralité du parcours de 1 100 mètres. Le téléphérique, géré par la Circumvesuviana, a été entièrement rénové en 1990. Il est ouvert au public du 1er avril (si Pâques tombe en mars, l'ouverture est avancée au Samedi Saint) jusqu'au 31 octobre. La gare de Castellammare est située à l'intérieur de la gare de la Circumvesuviana.

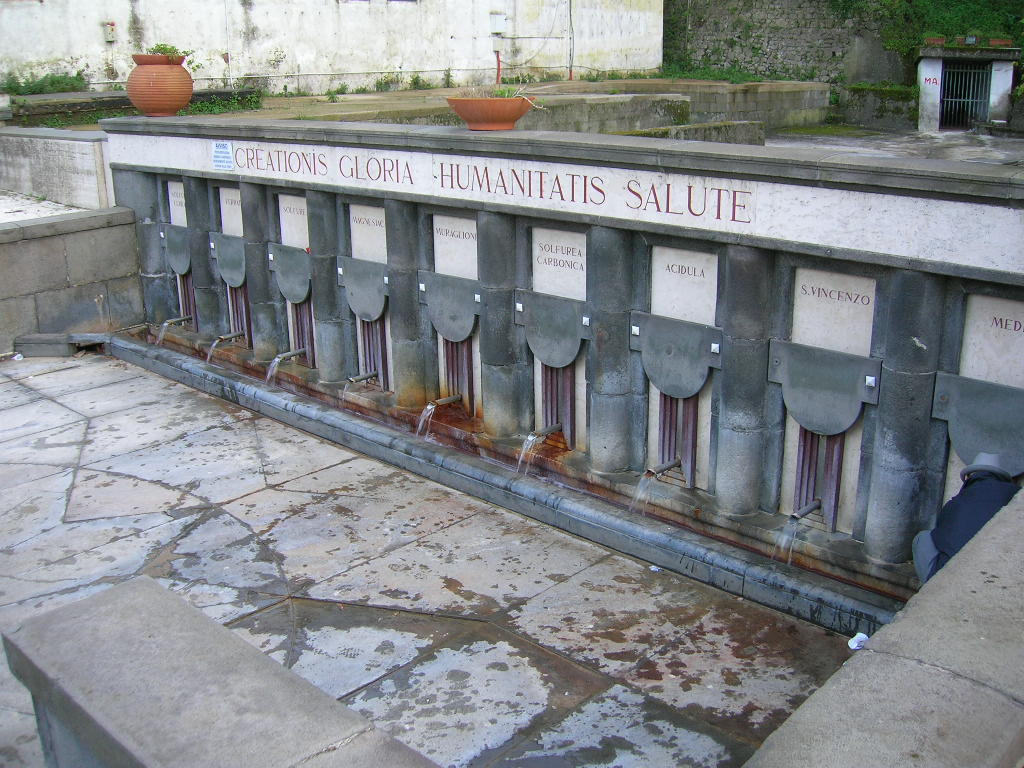
Anciens thermes romains.
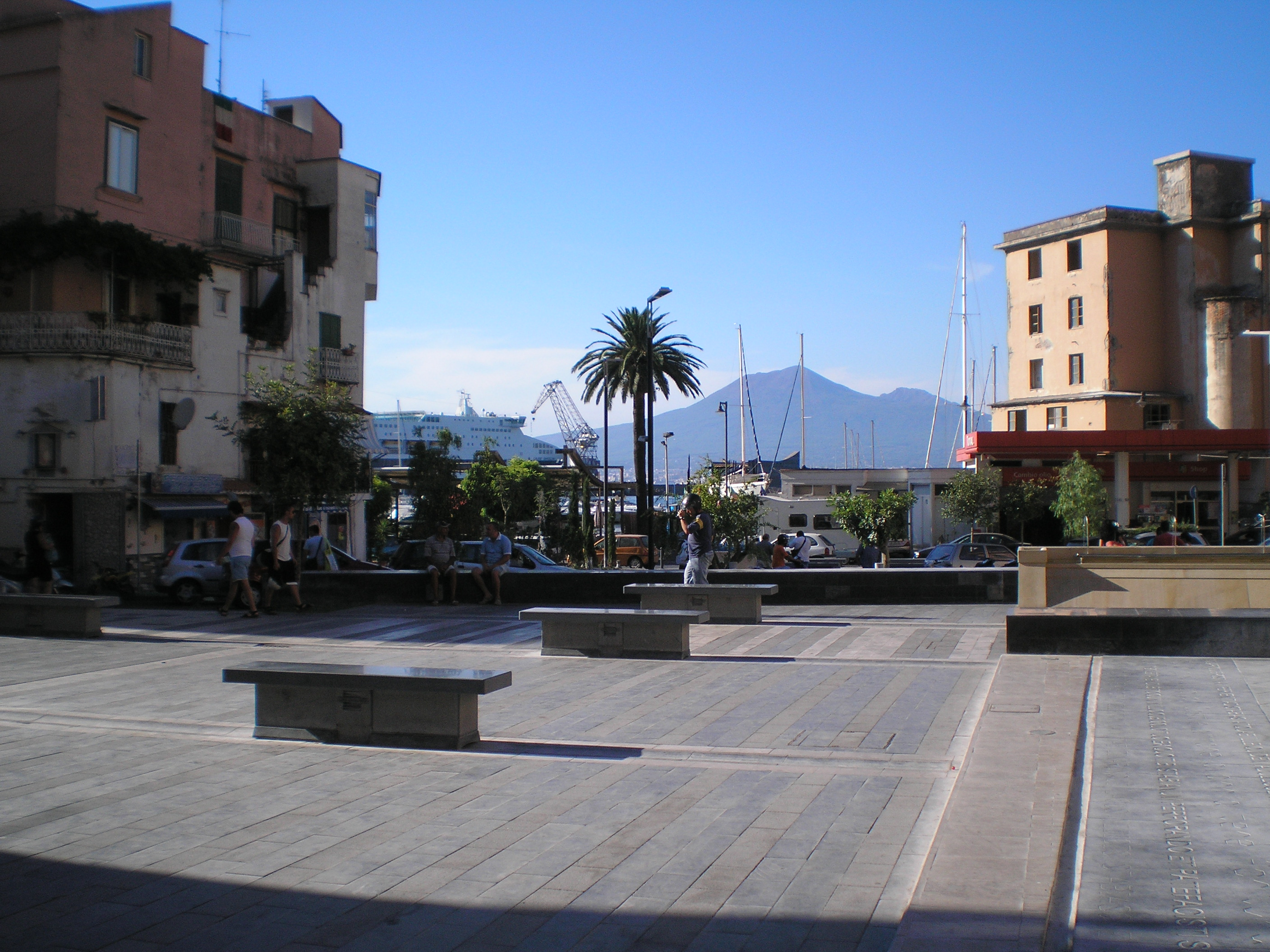
La place Viviani.

## Administration
| Période                                  | Période  | Identité        | Étiquette    | Qualité |
| ---------------------------------------- | -------- | --------------- | ------------ | ------- |
| 25 juin 2018                             | En cours | Gaetano Cimmino | centre droit |         |
| Les données manquantes sont à compléter. |          |                 |              |         |

## Personnalités
- Hélène d'Orléans (1871-1951), princesse de la Maison de Bourbon-Orléans, duchesse d'Aoste, fille de Philippe d'Orléans (1838-1894) et de Marie-Isabelle d'Orléans, épouse de Emmanuel-Philibert de Savoie (1869-1931), y est décédée
- Gianluigi Donnarumma, footballeur international, y est né
- Al Capone, célèbre gangster américain est originaire de cette région.

## Honneur
L'astéroïde (152481) Stabia est nommé en son honneur.